# Escut de Begís
L'escut de Begís és el símbol representatiu oficial de Begís, municipi del País Valencià, a la comarca de l'Alt Palància. Té el següent blasonament:
| « | Escut quadrilong de punta redona. En camp d'atzur, sobre muntanya d'or una torre del mateix color, maçonada i aclarida de sable, torrejada i sobremuntada per una creu de Calatrava de gules, acostada de dues claus de sable. Al timbre, corona reial oberta. | » |

## Història
L'escut s'aprovà per Resolució de 27 d'abril de 2001, del conseller de Justícia i Administracions Públiques, publicada en el DOGV núm. 4.010, de 30 de maig de 2001.
L'escut al·ludeix a la situació estratègica de la vila, situada en una petita elevació entre el Palància i el riu de Canales, prop de la via que comunicava Sagunt amb l'interior. Fou el centre de la comanda de Begís, de l'orde de Calatrava, des del 1245 fins al segle xvi, en què fou incorporada a la Corona.